# Benjamin Harvey Hill
Benjamin Harvey Hill, född 14 september 1823 i Jasper County, Georgia, död 16 augusti 1882 i Atlanta, Georgia, var en amerikansk politiker. Han representerade Georgia i Amerikas konfedererade staters senat under amerikanska inbördeskriget. Efter kriget representerade han Georgia i båda kamrarna av USA:s kongress, först i representanthuset 1875-1877 och sedan i senaten från 1877 fram till sin död.

## Tidig karriär
Hill utexaminerades 1844 från University of Georgia. Han studerade sedan juridik och inledde sin karriär som advokat i Troup County. Han gick med i whigpartiet och bytte sedan parti till knownothings. Han stödde Millard Fillmore i presidentvalet i USA 1856 och förlorade guvernörsvalet i Georgia 1857 mot Joseph E. Brown. Han bytte sedan parti till Constitutional Union Party och stödde John Bell i presidentvalet i USA 1860.

## Georgias utträde ur USA
Bell var den enda delegaten till konventet som beslutade om Georgias utträde ur USA som inte var med i demokraterna. Han menade i sitt tal att republikanerna egentligen var emot unionen, eftersom de hade förorsakat klyftan som höll på att leda till unionens upplösning. Därför vädjade han till de övriga delegaterna att de skulle fortsätta att vara emot Abraham Lincoln inom gränserna av USA:s konstitution, på ett demokratiskt sätt. Han argumenterade att nordstaterna skulle ändå i längden vara tvungna att acceptera slaveriet av rent ekonomiska orsaker men att sydstaterna borde förbereda sig till utträde och krig om det skulle visa sig nödvändigt. Till sist röstade han ändå för Georgias utträde ur USA och blev en anhängare av Jefferson Davis som valdes till CSA:s president. Hill var ledamot av CSA:s senat under hela dess existens.

## Efter inbördeskriget
Hill fängslades för en kort tid efter inbördeskrigets slut. Hill, som till sist hade gått med i demokraterna, profilerade sig först som en motståndare till rekonstruktionstidens lagstiftning. Han blev mindre popular bland de vita demokraterna då han 1870 ändå förordade att rekonstruktionen borde accepteras som någonting som redan hade skett och att sydstaterna kunde fokusera på andra frågor i stället.
Hill efterträdde 1875 Hiram Parks Bell som kongressledamot. Han efterträdde sedan 1877 Thomas M. Norwood som senator för Georgia. Han uppfattades som en effektiv förespråkare för sydstaterna och en motståndare till ledande nordstatspolitiker som James Blaine. Han avled 1882 i ämbetet och efterträddes av Middleton Pope Barrow.
Hill gravsattes på Oakland Cemetery i Atlanta. Ben Hill County har fått sitt namn efter Benjamin Harvey Hill. En femton meter hög staty av honom finns inne i Georgia State Capitol.